# American Pie präsentiert: Nackte Tatsachen
American Pie präsentiert: Nackte Tatsachen ist der fünfte Teil aus der American-Pie-Reihe. Dieser Film kam allerdings, genauso wie Die nächste Generation, nicht in die Kinos, sondern ist nur auf DVD als sogenannte Direct-to-DVD-Produktion veröffentlicht worden. Eugene Levy ist dabei der einzige Darsteller, der in allen acht Teilen zu sehen ist.

## Handlung
Die aus den bisherigen American-Pie-Filmen bekannten Figuren Steve und Matt Stifler haben mit Erik einen jüngeren Cousin, der im Gegensatz zu ihnen schüchtern und zum Ende seiner High-School-Zeit immer noch „Jungfrau“ ist, sowie einen weiteren Cousin, Dwight. Dieser passt eher in die Stifler-Familie.
Eriks Freundin ist anfangs noch nicht bereit für Sex, und eine erste Verabredung dazu scheitert am Auftauchen ihres Vaters beim mitternächtlichen Date.
Da Eriks Freundin Schuldgefühle hat, dass Erik an der Bettkante verhungere, gibt sie ihm für das Nackte-Meile-Wochenende einen Schuldfreipass, der ihm erlaubt, ein ganzes Wochenende machen zu dürfen, was er will. Eriks Freunde Ryan und Mike sind begeistert davon und sie fahren zu dritt zur legendären Nackten Meile, einem traditionell nackt ausgetragenen Campuslauf.
Angekommen auf dem Campus sehen sie, wie Eriks Cousin ein Trinkduell gewinnt. Anschließend steht die Gruppe zusammen mit anderen Studenten auf dem Football-Feld einer Mannschaft aus kleinwüchsigen Spielern gegenüber, denen sie knapp unterliegen.
Es kommt jedoch anders als geplant. Erik trifft auf dem Campus Jims Dad, der ihm den Rat gibt, auf sein Herz zu hören, um zu wissen, was in Sachen Freundin richtig ist und was nicht, und endlich keine Jungfrau mehr zu sein.
Auf dem Heimweg von seiner letzten Bekanntschaft wird Dwight von den Kleinwüchsigen vermöbelt. Durch die erlittenen Verletzungen scheint eine Teilnahme am Nackte-Meile-Lauf nicht mehr möglich. Als zu Beginn des Laufs Erik und seine Freunde zum wiederholten Male von ihren Kontrahenten schikaniert werden, erscheint Dwight mit auf die Arme geklebten Infusionsbeuteln und reißt sich unter dem Jubel der Menge das Krankenhaushemd vom Leib.
Die Nackte-Meile-Party nach dem Lauf ist ein voller Erfolg: Ryan, Mike und Dwight haben eine alkohol- und sexreiche Nacht. Erik jedoch bekommt Gewissensbisse wegen seiner Freundin, fährt mit Ryans Wagen nach Hause und bleibt ohne Benzin auf der Strecke liegen. Er klaut sich ein Pferd und reitet den Rest des Weges. Angekommen erlebt er sein erstes Mal mit seiner Freundin und ist froh, das Richtige gemacht zu haben.
Dem Anführer der kleinwüchsigen Footballmannschaft schickt Dwight aus Rache eine DVD, die enthüllt, dass er und dessen Freundin miteinander Sex haben.

### Finanzieller Erfolg
Der Film spielte bei einem Budget von 15 Mio. US-Dollar weltweit rund 27,4 Mio. US-Dollar ein. Er ist damit der zweiterfolgreichste Film der Spin-off-Reihe.

## Besetzung und Synchronisation
| Rolle                              | Darsteller           | Deutsche Synchronsprecher |
| ---------------------------------- | -------------------- | ------------------------- |
| Erik Stifler                       | John White           | Patrick Schröder          |
| Dwight Stifler                     | Steve Talley         | Johannes Raspe            |
| Ryan Grimm                         | Ross Thomas          | Stefan Günther            |
| Mike 'Cooze' Coozeman              | Jake Siegel          | Jan Makino                |
| Tracy                              | Jessy Schram         |                           |
| Noah Levenstein (Jims Dad)         | Eugene Levy          | Frank-Otto Schenk         |
| Rock (Anführer der Kleinwüchsigen) | Jordan Prentice      | Benedikt Weber            |
| Brandy                             | Candace Kroslak      | Veronika Neugebauer       |
| Tracys Vater                       | Stuart Clow          | Hartmut Neugebauer        |
| Mr. Stifler                        | Christopher McDonald | Thomas Rauscher           |
| Mrs. Stifler                       | Maria Ricossa        |                           |
| Jill                               | Jaclyn A. Smith      |                           |
| Alexis                             | Angelique Lewis      |                           |
| Brooke (Tracys Freundin)           | Jordan Madley        | Shandra Schadt            |
| Natalie (Tracys Freundin)          | Melanie Merkosky     |                           |
| Bull                               | Dan Petronijevic     | Manuel Straube            |
| Vicky                              | Mika Winkler         |                           |

## Trivia
- „Nackte Meile“ bezieht sich auf eine informelle jährliche Veranstaltung an der Universität von Michigan, wobei nackte Studentinnen und Studenten zum Ende des Wintersemesters eine Meile liefen; seit 2004 wird diese Tradition unter Strafandrohung unterbunden.
- Das Video, das sich Erik anschaut, ist dasselbe, das sich Jim Levenstein im zweiten Teil ansieht: der Film Pussy Palace.

## Kritiken
Carsten Baumgardt schreibt auf Filmstarts.de: „American Pie präsentiert: Nackte Tatsachen“ ist der vorläufige, peinliche Tiefpunkt eines Franchise, das ohne Rücksicht auf Verluste weiter totgeritten wird. und Es ist schon traurig, Levy so erniedrigt sehen zu müssen.
Philip Strohs (zelluloid.de) Fazit zum Film: Es ist nicht „American Pie“, aber „American Pie präsentiert“. Mit einem zugedrückten Auge können Fans der Stiflers und Jims Dad „Nackte Tatsachen“ als einen mittelprächtigen Partyfilm mit ein paar Bezügen zu den Kultkomödien um Jim Levenstein & Co durchgehen lassen.